# Universität Diffa
Die Universität Diffa (französisch Université de Diffa) ist eine staatliche Universität in der Stadt Diffa in Niger.

## Geschichte
Die Universität Diffa wurde durch ein Gesetz vom 19. August 2014 gegründet, mit dem auch die Universität Agadez, die Universität Dosso und die Universität Tillabéri geschaffen wurden. Die neuen Universitäten sollten jeweils Themenbereiche behandeln, die für die Region, in der sie angesiedelt wurden, relevant waren. Im Fall der Region Diffa waren dies die Desertifikation und die Austrocknung des Tschadsees, die zur Spezialisierung eines universitären Instituts auf Umwelt und Ökologie führte. Zum ersten Rektor der Universität Diffa wurde am 16. Januar 2015 Ali Mahamane ernannt.
Die Anzahl der Studierenden stieg von 180 (davon 15 weiblich) im Studienjahr 2016/2017 auf 329 (davon 37 weiblich) im Studienjahr 2018/2019. Ein neuer Hörsaal mit 600 Plätzen wurde im Jahr 2021 fertiggestellt. Am 4. Januar 2024 wurde Boubacar Moussa Mamoudou zum Rektor ernannt.

## Abteilungen
- Fakultät für Agrarwissenschaften

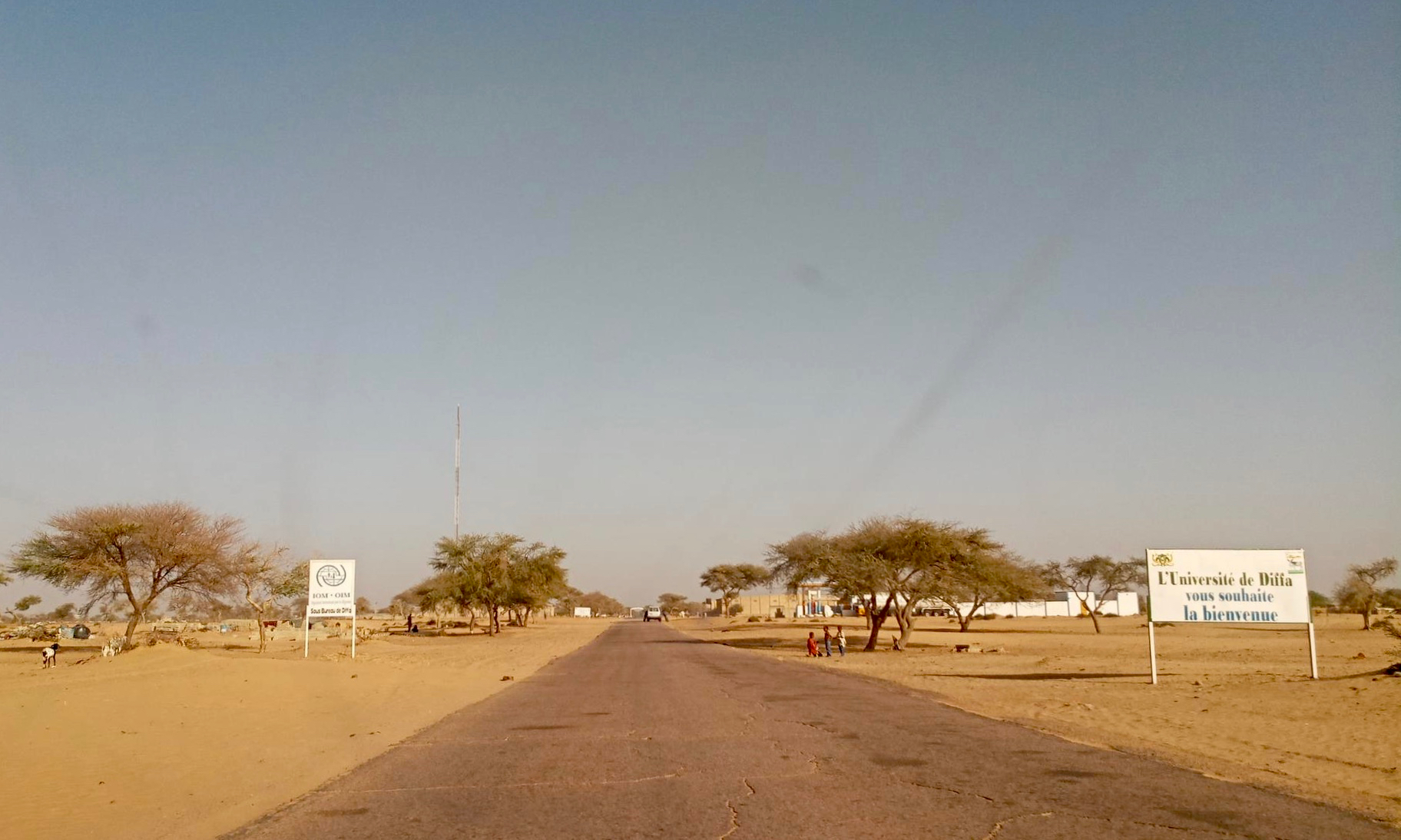
Willkommensschild der Universität Diffa an der Nationalstraße 1 (2018)

  - Departement für Grundlagenwissenschaften und Training
  - Departement für Tierproduktion
  - Departement für Forstwirtschaft und Wildtiere
  - Departement für Bodenkunde
  - Departement für Pflanzenbau
  - Departement für ländliche Technik
  - Departement für ländliche Wirtschaft[7]
- Höheres Institut für Umwelt und Ökologie
  - Departement für Tierproduktion
  - Departement für Pflanzenbau
  - Departement für Wasser, Fauna, Flora und Vegetation
  - Departement für Soziologie, Anthropologie, Wirtschaft und Kommunikation
  - Departement für Boden, Geoinformationssysteme und Kartografie[8]